# 스네하
스네하(Sneha, 1981년 10월 12일 ~ )는 인도의 배우이다.

## 출연 작품
- 옥가라네 (2014)